# Атлетика на Медитеранским играма 1951.
Атлетика на Медитеранским играма 1951. била је један од 13 спортова који су били на програму Игара. Такмичења су одржана од 5. до 22. октобра на стадиону Фуад I у Александрији у Египту.
Такмичило се само у мушкој конкуреници у 23 дисциплине. Учествовали су представници 10 земаља.

## Земље учеснице
| - Египат - Шпанија - Француска - Грчка - Италија | - Либан - Малта - Сирија - Турска - Југославија (17) |

## Резултати
| Дисциплина             |                                | Резултат |                                                                           | Резултат |                                                                   | Резултат  |
| 100 м                  | Стефанос Петракис · Грчка      | 10,9     | Мауро Фрицони · Италија                                                   | 11,2     | Волфанго Нонтанари · Италија                                      | 11,2      |
| 200 м                  | Antonio Siddi · Италија        | 22,0     | Jacques Degats · Француска                                                | 22,1     | Волфанго Нонтанари · Италија                                      | 22,1      |
| 400 м                  | Jacques Degats · Француска     | 47,8     | Снтонио Сиди · Италија                                                    | 47,9     | Звонко Саболовић Југославија                                      | 48,6      |
| 800 м                  | Patrick El Mabrouk · Француска | 1.50,9   | Michel Clare · Француска                                                  | 1.54,2   | Ekrem Kocak · Турска                                              | 1.54,7    |
| 1.500 м                | Patrick El Mabrouk · Француска | 3.55,8   | Cahit Onel · Турска                                                       | 3.56,9   | Здравко Церај Југославија                                         | 4.01,5    |
| 5.000 м                | Ален Мимун · Француска         | 14.38,3  | Здравко Церај Југославија                                                 | 15.05,2  | Стеван Павловић Југославија                                       | 15.05,5   |
| 10.000 м               | Ален Мимун · Француска         | 31.07,9  | Фрањо Михалић Југославија                                                 | 31.42,8  | Mustafa Ozcan · Турска                                            | 34.27,5   |
| маратон                | Ahmet Aytar · Турска           | 3:07.25  | Атанасиос Рагазос · Грчка                                                 | 3:21.31  | Мохамед Омран · Египат                                            | 3:24.24   |
| 110 м препоне          | Жан-Франсоа Брисон · Француска | 15,5     | Јоанис Камбаделис · Грчка                                                 | 15,8     | Мустафа Батмас · Турска                                           | 15,8      |
| 400 м препоне          | Армандо Филипут · Италија      | 53,8     | Dogan Acarbay · Турска                                                    | 55,1     | Игор Зупанчич Југославија                                         | 55,4      |
| 3.000 м препреке       | Божидар Ђурашковић Југославија | 9:38,5   | Петар Шегедин Југославија                                                 | 9:39,2   | Mustafa Ozcan · Турска                                            | 9:44,9    |
| Ходање 10 км           | Ђузепе Дордони · Италија       | 51:39,6  | Athanasios Aposporis · Грчка                                              | 54:28,0  | Вахиб Салех · Египат                                              | 1:04:20,9 |
| Штафета 4 х 100 метара | Италија                        | 42,4     | Грчка                                                                     | 43,5     | Југославија Марко Рачић Звонко Саболовић Борис Брандл Петар Пецељ | 43,9      |
| Штафета 4 х 400 метара | Француска                      | 3:19,5   | Југославија Игор Зупанчич Андрија Отенхајмер Марко Рачић Звонко Саболовић | 3:23,4   | Турска                                                            | 3:25,9    |
| Скок увис              | Georges Damitio · Француска    | 2,00 m   | Papagallo Thiam · Француска                                               | 1,90 m   | Михајло Димитријевић Југославија                                  | 1,80 m    |
| Скок удаљ              | Борис Брандл Југославија       | 7,28     | Димитриос Кипурос · Грчка                                                 | 6,96     | Avni Akgun · Турска                                               | 6,85      |
| Скок мотком            | Victor Sillon · Француска      | 4,00     | Rigas Efstathiadis · Грчка                                                | 4,00     | Теодорос Балафас · Грчка                                          | 3,90      |
| Троскок                | Avni Akgun · Турска            | 14,15    | Sillon Victor · Француска                                                 | 14,13    | Fawzi A M Chaaban · Египат                                        | 14,09     |
| Бацање кугле           | Константинос Јатаганас · Грчка | 15,03    | Angiolo Profeti · Италија                                                 | 15,02    | Нури Туран · Турска                                               | 14,71     |
| Бацање кладива         | Teseo Taddia · Италија         | 52,33    | Иван Губијан Југославија                                                  | 51,20    | Рудолф Галин Југославија                                          | 50,43     |
| Бацање копља           | Бранко Дангубић Југославија    | 65,82    | Halil Ziraman · Турска                                                    | 63,62    | Vassilios Kallimatis · Грчка                                      | 59,57     |
| Бацање диска           | Ђузепе Този · Италија          | 48,49    | Николаос Силас · Грчка                                                    | 46,07    | Konstantinos Yataganas · Грчка                                    | 43,18     |
| Десетобој              | Фотиос Космас · Грчка          | 5.135    | Lorenzo Vecchiutti · Италија                                              | 5.001    | Rachad Khadr · Египат                                             | 4.798     |

## Биланс медаља
Рангирање се врши према броју златних медаља. Уколико две земље имају исти број златних медаља гледа се број сребрних, а потом број бронзаних медаља. Ако и после тога земље имају исти резултат оне заузимају исто место, а ређају се по абецедном реду. Овај систем користи МОК и ИААФ.
| Место      | Држава      |    |    |    | Укупно |
| 1          | Француска   | 9  | 4  | 0  | 13     |
| 2          | Италија     | 5  | 4  | 2  | 11     |
| 3          | Грчка       | 3  | 6  | 2  | 11     |
| 4          | Југославија | 3  | 5  | 7  | 15     |
| 5          | Турска      | 2  | 3  | 7  | 12     |
| 6          | Египат      | 0  | 0  | 4  | 4      |
| Укупно (6) | Укупно (6)  | 22 | 22 | 22 | 66     |

Од 10 земаља учесница, медаље у атлетици нису освојили представници: Шпаније, Монака, Сирије и Либана.